# 圣安娜-杜塞里多
圣安娜-杜塞里多是巴西北大河州的一个市镇。总面积188.402平方公里，总人口2279人，人口密度12.1人/平方公里。